# Love me crazy
Love me crazy (en en español «Ámame locamente») es el segundo sencillo de Helena Paparizou sacado de su primer álbum recopilatorio bajo el nombre Greatest Hits & More, en el que incluirá los mayores éxitos de su carrera y contenido extra, como canciones inéditas, una de ellas esta y Baby it's over.
- Datos: Q9024543